# Voice ~cover you with love~
Voice ~cover you with love~ es el primer álbum de versiones de la cantante japonesa Tomiko Van, lanzado el día 28 de marzo del año 2007 bajo el sello avex trax.

## Detalles
Este es el segundo álbum de Tomiko Van tras cumplirse un año del lanzamiento de su primer álbum original de estudio "FAREWELL". Según la información que se ha dado a conocer acerca de este nuevo trabajo de Tomiko sigue la misma línea de su primer álbum con respecto a temas tranquilos, principalmente baladas. Todos los temas son covers de temas que anteriormente han sido populares en Japón, y también se incluye como bonus track una versión acústica de "Yumeji", el tercer single de la artista. Los otros dos singles anteriores, "Flower" y "Senkou" no están incluidos, ya que este álbum en primer lugar no está catalogado como el "segundo álbum de estudio" de Tomiko Van. Inicialmente fue enivada por Avex la lista de temas que estarían presentes en el álbum a páginas de internet relacionadas con ventas en línea como Amazon y HMV, donde tenían un orden específico, y también se incluida como pista un cover del tema "Ruri-iro no Chikyu", de la popular cantante de los años ochenta Seiko Matsuda. Posteriormente la misma página oficial de Tomiko publicó las lista de canciones del álbum, en un orden completamente distinto, y donde esta canción ya no estaba incluida. Las razones de que esta canción no haya sido incluida es un completo misterio, y el por qué inicialmente fue incluida en la lista de temas oficial del álbum y después haya sido excluida es una prueba de que sí fue grabada, aunque no sea comprobable.
El única tema que ha visto la luz anteriormente es "TRUTH '94", originalmente de TRF, y que ya ha sido incluido en trabajos de esta banda como el sencillo de "Where to begin" y también dentro del segundo disco del álbum Lif-e-Motions, donde aparte de Tomiko otros artistas realizaron nuevas versiones de algunos de sus éxitos. Este tema fue ligeramente editado, destacando principalmente que las voces de acompañamiento, interpretadas por Yu-Ki -vocalista de TRF- fueron removidas dejando solo los registros vocales de Tomiko.

## Canciones

### CD
1. home / cover de Yuka Kawamura
2. Yoru ni Kizutsuite (夜に傷ついて?) / cover de Ann Lewis
3. Kanojo (彼女?) / cover de Motoharu Sano
4. Coffee Rumba (コーヒー・ルンバ Kōhī Runba?) / cover de Yosui Inoue
5. Yasashii Ame (優しい雨?) / cover de Kyoko Koizumi
6. Hajimari wa Itsu mo Ame (はじまりはいつも雨?) / cover de ASKA
7. Shojo (少女?) / cover de Mayumi Atsuwa
8. Miagete Goran Yoru no Hoshi (見上げてごらん夜の星?) / cover de Kyu Sakamoto
9. TRUTH '94 / cover de TRF
10. If / cover de Bread
11. Kitte no nai Okuri Mono (切手のないおくりもの?) / cover de Kazuo Zaitsu
Pistas adicionales
12. Yumeji -acoustic version- (夢路 -acoustic version-?)

### DVD
1. Yoru ni Kizutsuite (夜に傷ついて?) (MUSIC CLIP)

- Datos: Q1321808